# 門松

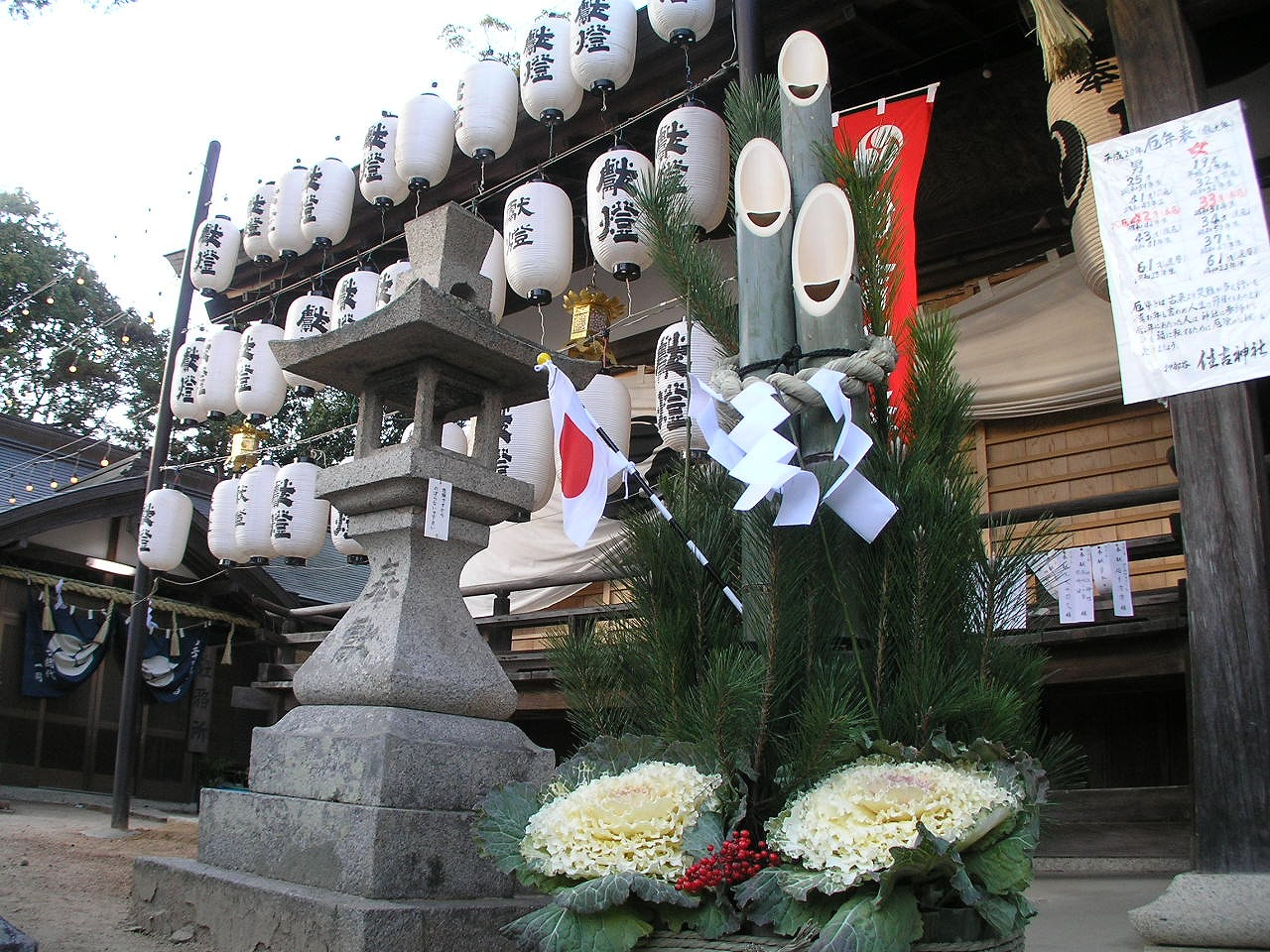
神社の入り口に飾られた門松住吉神社 (神戸市西区)

門松（かどまつ）は、正月に日本の家の門前などに立てられる松や竹を用いた正月飾りである。松飾り、飾り松、立て松とも言う。新年の季語。古くは、木の梢に神が宿ると考えられていたことから、門松は年神を家に迎え入れるための依り代という意味合いがある。「松は千歳を契り、竹は万歳を契る」と言われ、松と竹で神の依代の永遠を願う。年神はこの松門を目印に降臨してくると言われる。尚、全国の各地域により材料に杉を用いた門杉を設置する。代表的なのは、奈良県の生田神社等である。

## 歴史
松は冬でも青々とした常緑高木で、新しい生命力の象徴となっている。神様が宿ると思われてきた常盤木の中でも、松は「祀る」につながる樹木であることや、古来の中国でも生命力、不老長寿、繁栄の象徴とされてきた。
一説には唐代にみられた、正月に松の枝を門に飾る風習が平安時代に日本に伝わったという（ただし中国で正月に松を飾る地域は限られている）。
平安時代の宮中では「小松引き」という行事が行われた。これは、初子の日に外出して松の小木を引き抜くという貴族の遊びで、持ち帰った「子の日の松」を長寿祈願のため愛好する習慣があり、門松はこれが変化したものと考えられている。現在も関西の旧家などでは、「根引きの松」という玄関の両側に、白い和紙で包み金赤の水引を掛けた、根が付いたままの小松（松の折枝は略式）が飾られる。
長治年間（1104年 - 1105年）に撰された『堀河百首』には藤原顕季が門松を詠んだ歌が収められており（「#門松に関する作品」参照）、この頃には平安京（現在の京都市）で門松を飾る風習があったことが分かる。14世紀中頃の『徒然草』にも「大路のさま、松立てわたして、花やかにうしれげなるこそ、またあはれなれ」と記され、16世紀中頃の上杉本『洛中洛外図』にも門松が描かれている。
日中戦争が激化した1938年（昭和13年）末には、大阪府の一部の町会が門松廃止運動を行った。運動を回避するものとして門松を印刷した紙ビラなども流通した。
なお、中国では正月に松を飾る地域は限られており、一般的には邪気払いの力があるとされる桃の木の人形や札を飾る風習がみられた。日本に桃が伝来したとき既に日本では松を正月飾りにする風習が出来上がっていたため桃が入り込む余地がなかったといわれている。

## 飾り付け

### 様式

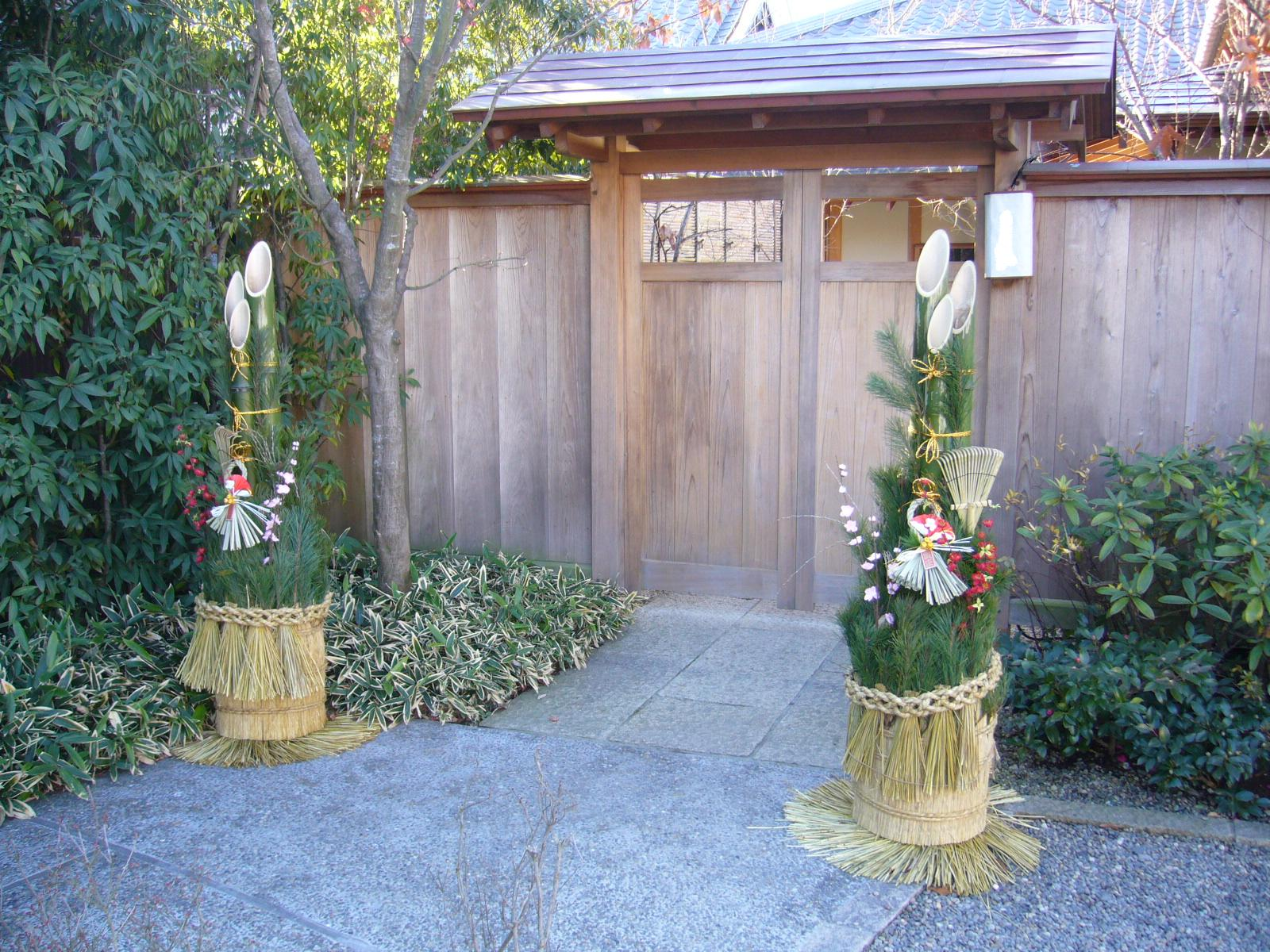
民家の設置例

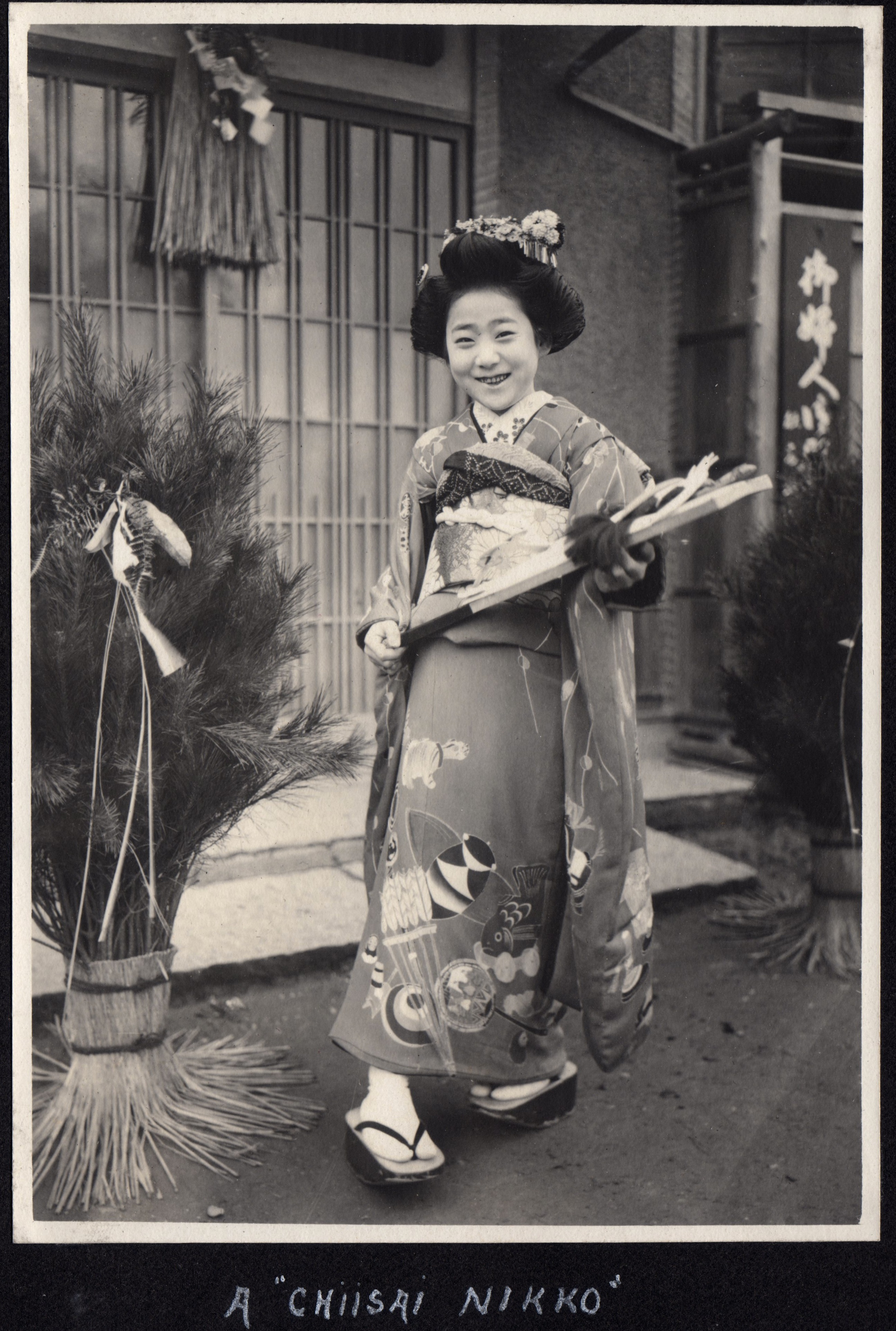
竹のない飾りつけ（大正時代）

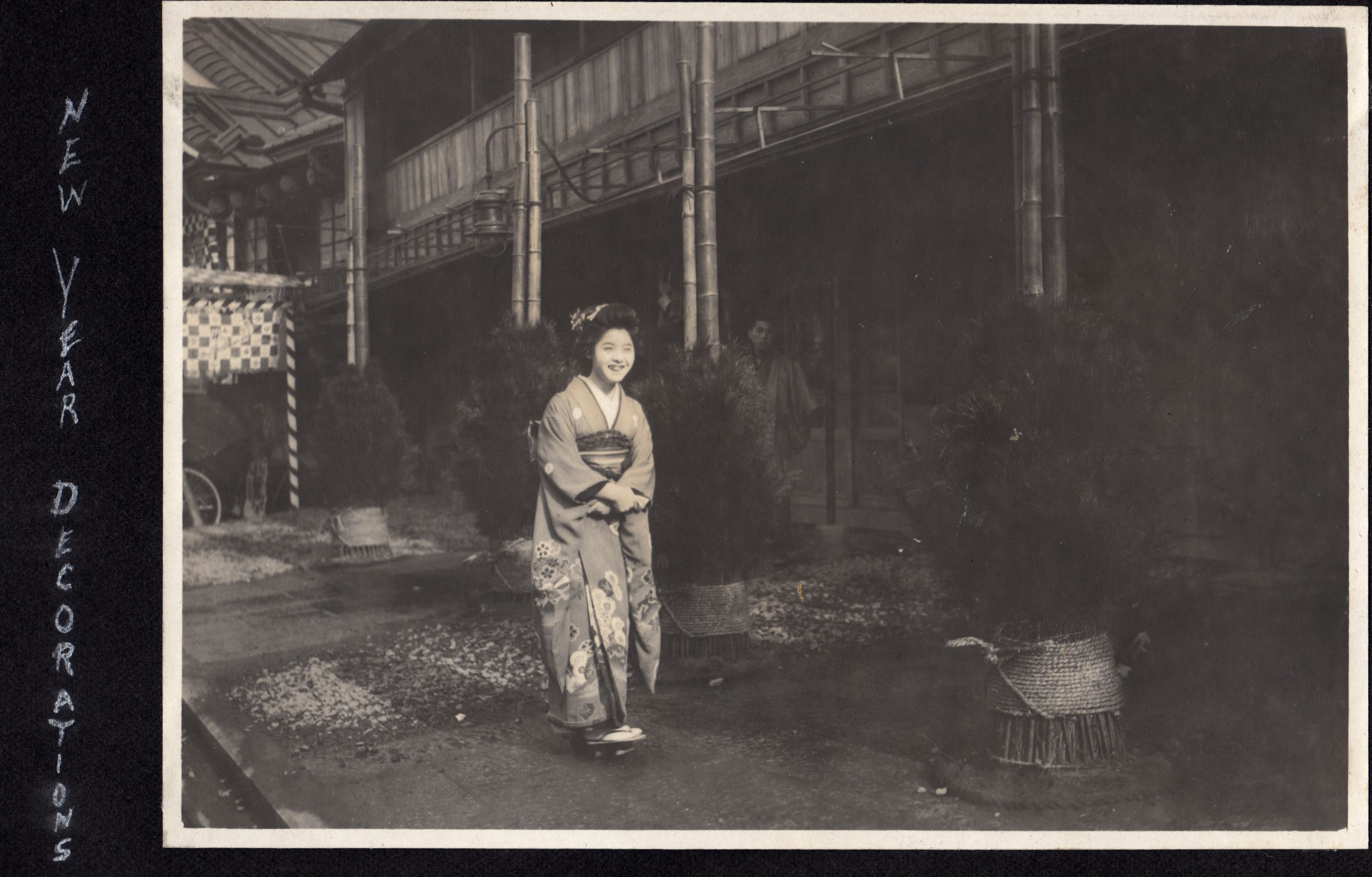
竹を二階屋根まで届くほど高くした門松（大正時代）

現在の門松は中心の竹が目立つが、その本体は名前で解るとおり「松」である。古くは松などの常緑樹を飾っていたが、鎌倉時代以後、竹も一緒に飾るようになった。
竹の先端部の形状は、斜めに切った「そぎ」と、真横に切った「寸胴（ずんどう）」の2種類がある。一説では、「そぎ」は徳川家康が始めたもので、徳川家康が三方ヶ原の戦い（1572年12月）で武田信玄に敗れた直後、武田方から送られた「松枯れて 竹類いなき 明日かな」（松平氏の出自である徳川家康が滅び、武田氏が類い無く栄える）という句を、「まつかれで たけだくびなき あしたかな」（松平氏は滅びず、武田の首級が落ちる）と読み替えて、竹を斜めに切り落とした門松とともに送りつけたと伝承されている。武田氏の本国があった山梨県では現代において、竹を寸胴にしたものを「武田流門松」と称して山梨県庁舎などに飾っている。
江戸時代の門松は現在と異なり、松の先を切らずに地面からそのまま家屋の二階屋根まで届くような高さのものが飾られていた。仙台藩の武家では、松の枝を括り付けた高さ3m程のクリやクヌギの木を門の両脇に立て、その間に竹を渡し、しめ縄と藁の飾りをかける「ケンダイ」を組み合わせる門のような構造である。仙台城に飾り付けられた門松は高さ4メートルに達し、材料は根白石村（現在は仙台市泉区の一部）に住む8人の「お門松上げ人」が納めることとされていた。豪勢であるためお門松上げ人から税免除の嘆願が出たり、幕末には藩が門松禁止令を出したりするほどであった。第二次世界大戦中の自粛や戦後の環境保護意識の高まりで仙台門松は一時廃れたが、仙台市博物館の職員が2010年代に研究・再現した。
門松の様式には、地方により差がある。関東では3本組の竹を中心に、周囲に短めの若松を配置し、下部をわらで巻く形態が多い。関西では3本組の竹を中心に、前面に葉牡丹（紅白）後方に長めの若松を添え、下部を竹で巻く。豪華になると梅老木や南天、熊笹やユズリハなどを添える。

### 様々な門松
兵庫県西宮市の西宮神社では、十日えびすの宵宮で市中を巡幸するえびす様に葉先があたらないよう、松を下向きに付け替えて「逆さ門松」にする。地域の言い伝えにより松を使わない所もある。東京都府中市の大國魂神社では、「待つ」に通じることから、境内には松の木が1本もなく、府中では門松に松を用いない慣習が残っている。千葉県市原市の姉埼神社やその氏子も同様に松を嫌って「門榊」を飾る。千葉県市原市には「門榊カード」も存在する。兵庫県神戸市の生田神社では、水害で倒れた松の木が社殿を壊したとの言い伝えがあり「杉盛り」を飾る。
集合住宅の発達など社会環境の変化などから、画像の様な本格的な門松が設置されることは少なくなったが、一般家庭用に小さな寄せ植え風の門松などが年末に店頭に並ぶようになったため、このタイプの門松を置く場合がある。
さらに省略版として、枝振りのいい若松に、赤白や金銀の水引を蝶結びにし、門柱などに付ける方法もあり、手軽なことから多く使われる。
生花店やホームセンター、造園業や工務店などでは、門松を造り、設置・撤去まで一括で行なうサービスもある。毎年飾ることができる造花の門松（人工門松）もある。

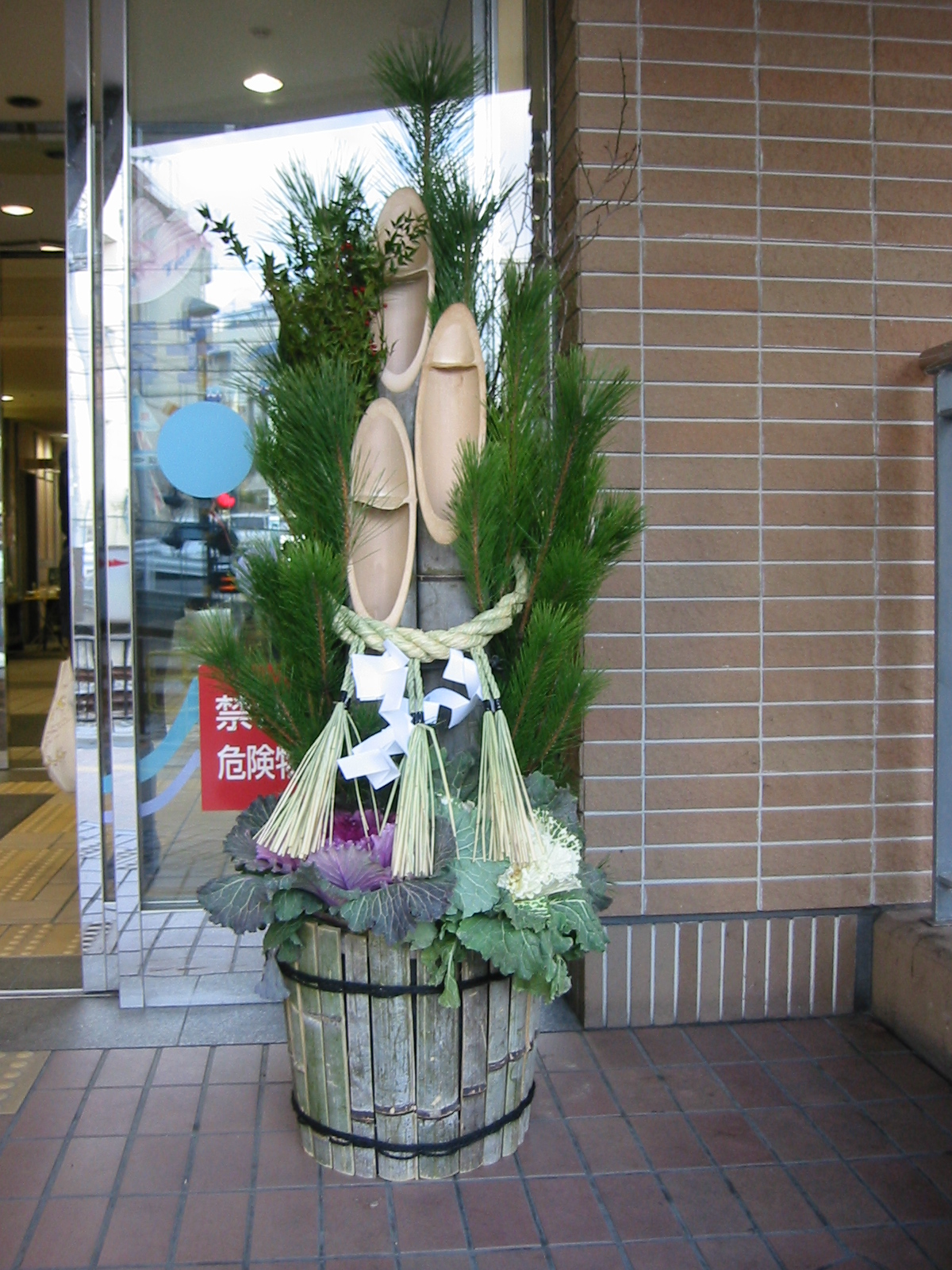
門松（関西地方の例）
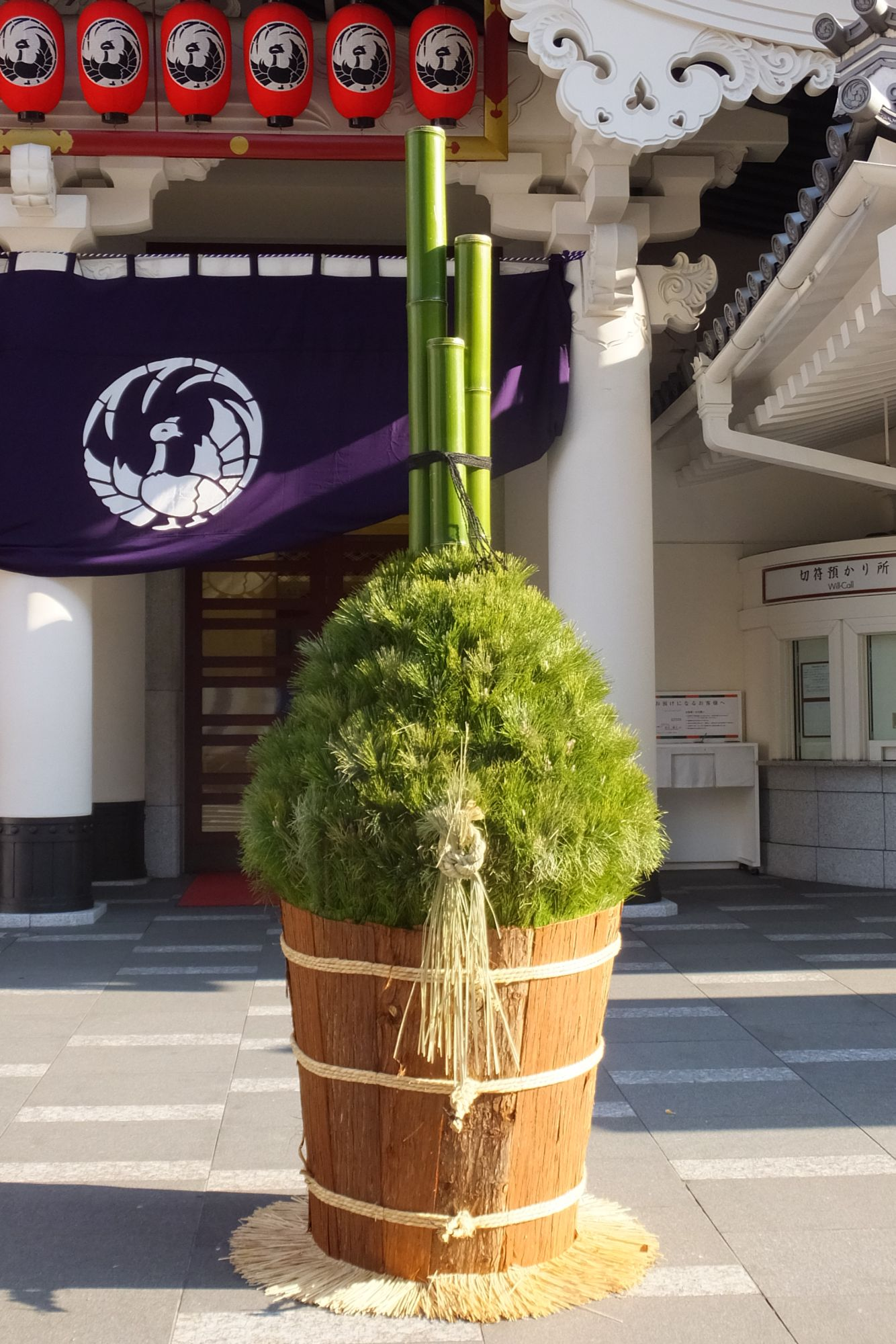
寸胴の門松 （歌舞伎座）
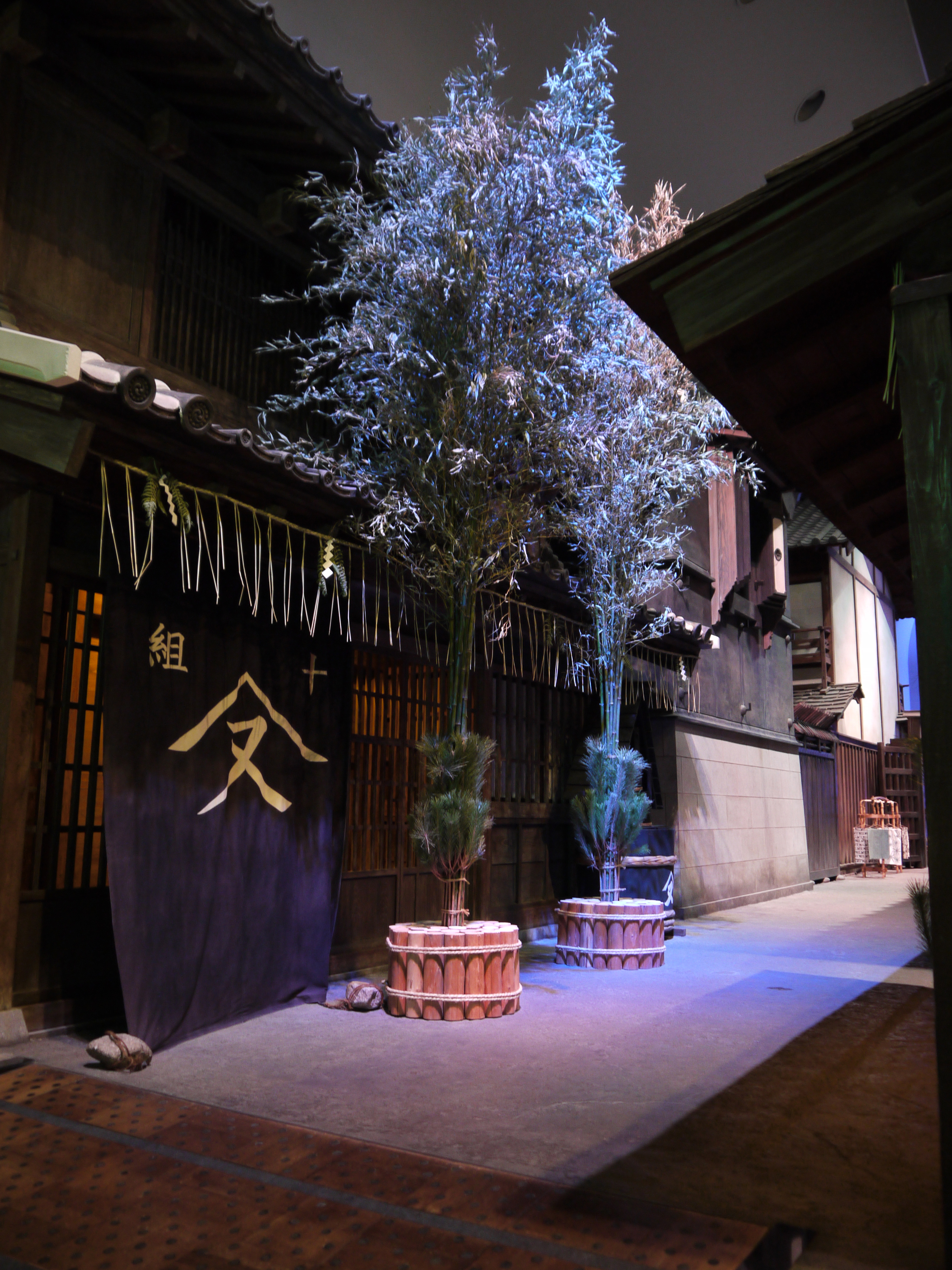
江戸後期の商家の門松 （深川江戸資料館）
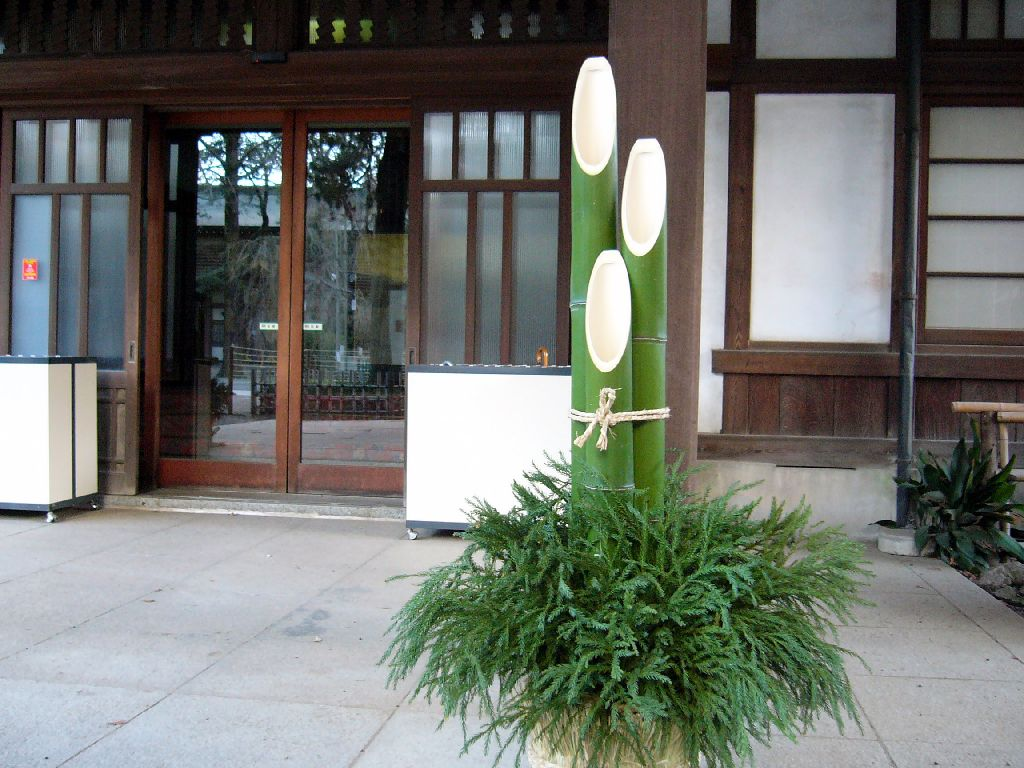
松を使用しない門松 （府中市の大國魂神社）

### 門松用紙
門松用紙とは、門松を置くスペースが確保できない店舗や住居向け、設置の簡素化目的でを実際の門松の代用として玄関先に貼る用紙である。門松などの図柄に「賀正」「謹賀新年」「迎春」等の賀詞、新年のあいさつ文や年末年始の休業期間を配したを用紙に併記することも多い。門松を紙媒体にしたことで既存の門松の形式に捕らわれない自由な様式が見られ、松竹梅の各単体のみの絵柄や鶴亀や干支など縁起が良い動物の絵柄もあるほか、和紙を使用した見栄えのいい門松用紙もある。用紙の名称は「門松用紙」が多く用いられている他に「年賀ポスター」「紙門松」「門松カード」という使用も見られる。町内会や商店街単位での配布されている場所があるが、小売りで販売している業者や文具屋、ホームセンターなどでも購入が可能である。近年はインターネット経由でのダウンロードや印刷を推奨している地方自治体もある。

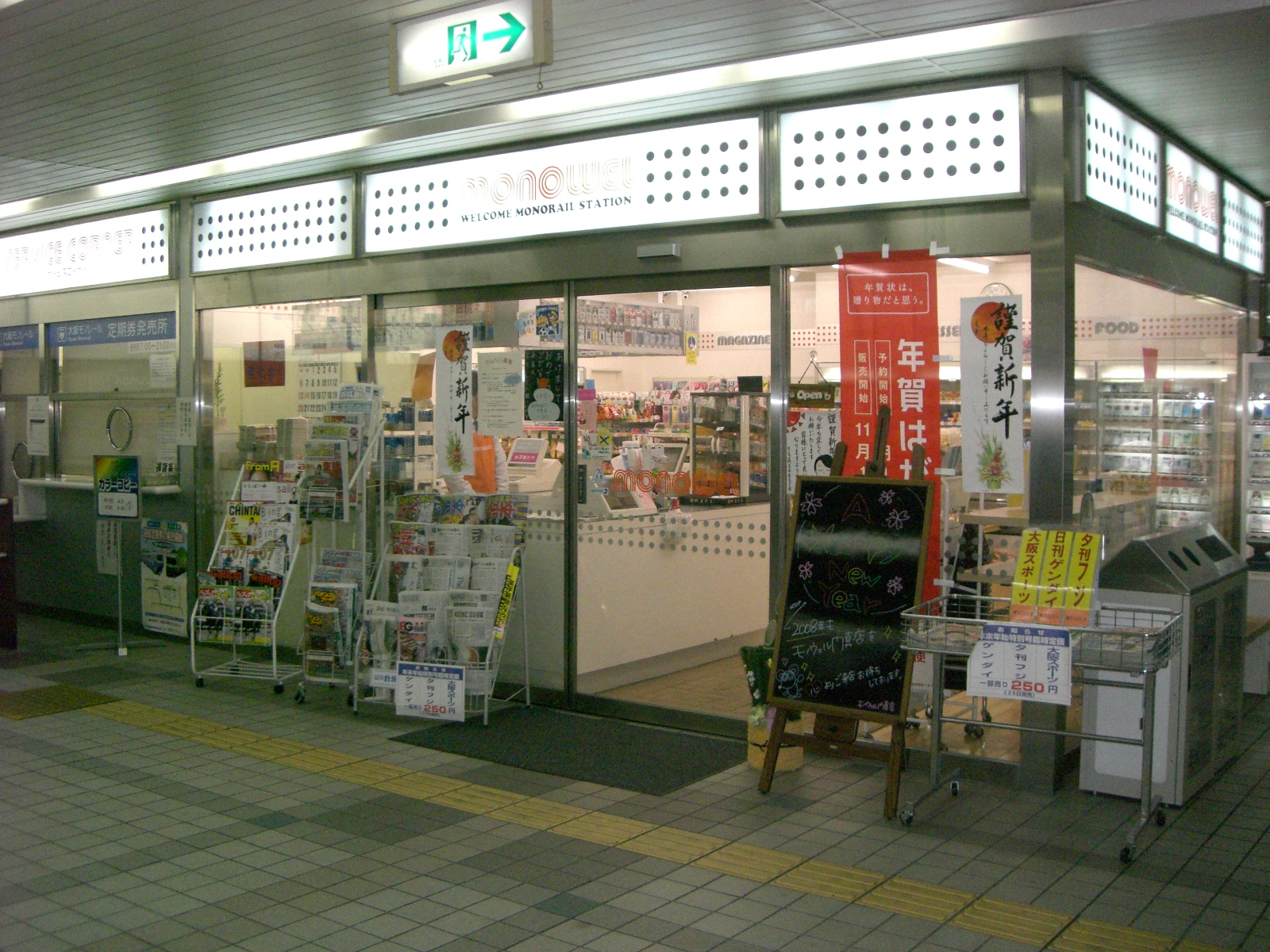
門松用紙を貼った店舗

## 設置期間

### 松迎え
12月13日（もしくはその後）に、山から松の木（枝）を取ってくる「松迎え」を行なう。上り松、花迎、花伐、松ばやし、などともいう。この「松」により、山から歳神様（歳徳神）を迎え入れることとなる。なお、門松を建てることを「松迎え」と言うのは誤りである。

### 設置に関する信仰
門松の設置は12月13日以降にすべきとされる。ただし、12月29日に飾るのは「二重苦」、さらに9の末日でもあるので｢苦待つ」に通じるとされ、「苦松」といって忌む。また、旧暦の大晦日にあたる12月30日や12月31日に飾るのは「一夜飾り」「一日飾り」といって神を疎かにするということから、それぞれ避けるという風習もある。

### 松の内
門松がある期間のことを松の内といい、伝統的には元日から1月15日までを指し、関西などでは依然15日までのままであるが、近年では関東を中心として7日までとするのが多くなっている。松の内を1月7日までとする場合には、6日の夕方や翌7日に片づける場合が多い。左義長が行われる地域は、左義長で門松を焼くので、それに合わせて仕舞う。左義長は1月15日の小正月が多いが、地域や神社によって異なる。
門松を片付けることを「松下ろし」「松あがり」「松払い」「松引き」「松送り」「松納め」などという。門松を飾ったあとの穴にその松の梢を立てる風習もあり、鳥総松（とぶさまつ）や留守居松と呼ばれる。
正月の門松を片付けた後を「松過ぎ」と呼ぶ。

## 門松に関する作品
- 和歌・俳句・狂歌
  - 「門松をいとなみたてるそのほどに春明がたに夜や成ぬらん」 - 平安時代後期の歌人藤原顕季の和歌。『堀河百首』収録[6]。
  - 「門松は冥途の旅の一里塚めでたくもありめでたくもなし」 - 室町時代の僧一休宗純の狂歌とされる[22]。一方、一休と智蘊（蜷川親当）の道歌問答での「門松は冥途の旅の一里塚馬駕籠もなく泊まりやもなし」という歌が後に変容したものともされる[23]。門松を飾る新年を迎えることはめでたいが、墓に向かっていく一里塚のようでもあるという意味。
  - 「春立つやにほんめでたき門の松」 - 安土桃山時代～江戸時代初期の美濃国出身の武将・俳人である斎藤徳元の代表句。
- 浄瑠璃
  - 『寿門松』（ねびきのかどまつ） - 近松門左衛門の世話物浄瑠璃[1]。
  - 『染模様妹背門松』（そめもよういもせのかどまつ） - 菅専助作の世話物浄瑠璃[1]。
- 随筆
  - 『門松のはなし』 - 折口信夫の随筆[24]。